# Farmos
Farmos je obec v Maďarsku v župě Pest v okrese Nagykáta.
Má rozlohu 40,12 km² a v roce 2013 zde žilo 3 507 obyvatel.

## Historie
První zmínka o obci pochází z roku 1420. V 17. století patřil Farmos mezi absolutně zničené vesnice. Kolem roku 1700 bylo na území obce přesunuto několik rodin pocházejících ze Zvolenské župy, postupem let se asimilovali do okolní maďarské populace.